# Harpo Marx
Harpo Marx, vero nome Adolph Arthur Marx (New York, 23 novembre 1888 – Los Angeles, 28 settembre 1964), è stato un comico e attore statunitense.

## Biografia

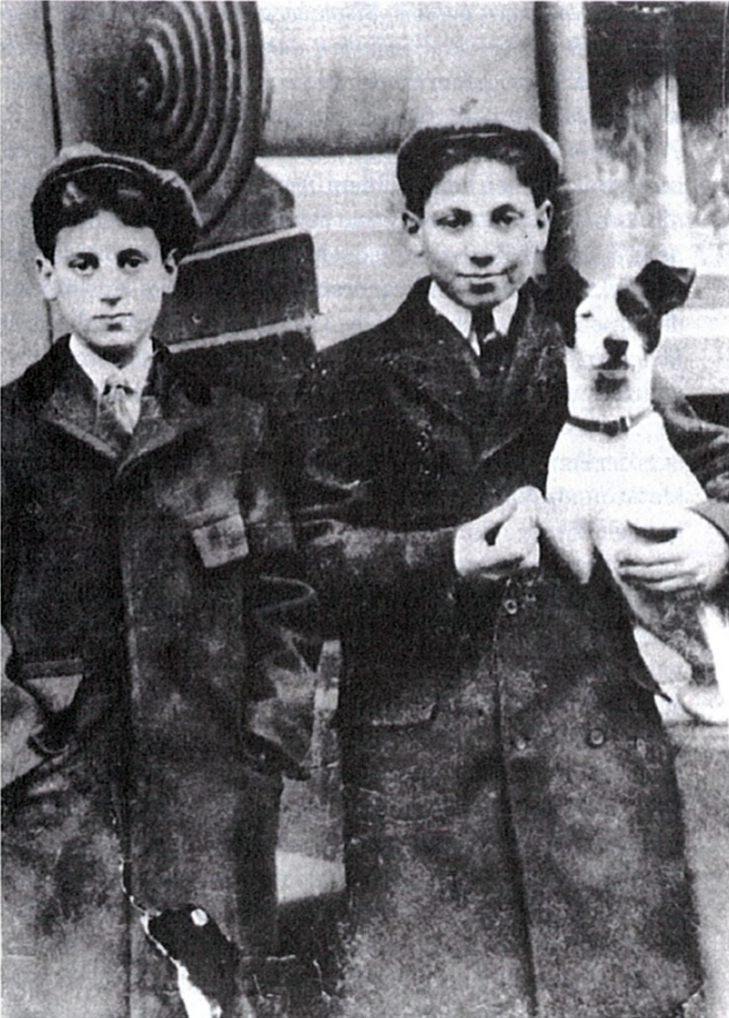
Groucho e Harpo da piccoli

Harpo fu forse il più irriverente dei cinque Fratelli Marx, un gruppo di attori di vaudeville che raggiunsero il successo prima a Broadway e poi nel cinema. È ricordato per la sua capacità di suonare l'arpa, che imparò a suonare da autodidatta, e per la particolarità di non parlare mai durante le sue esibizioni, esprimendosi solo con il linguaggio del corpo e con l'ausilio di suoni (clacson, fischi).
Nel gennaio del 1910 si unì a due dei suoi fratelli (Julius e Milton) per formare il gruppo canoro The three Nightingales. Harpo fu indotto a sviluppare il suo mutismo in scena dopo aver letto una recensione del loro spettacolo: "Adolph Marx ha mostrato una brillante pantomima, rovinata solo dai momenti in cui parlava".
Considerato da molti uno dei più grandi attori comici muti della storia del cinema americano, fu anche un modesto pittore.

### L'origine del nome
Harpo ottenne il suo nome d'arte perché suonava l'arpa (in inglese harp).
Anche gli altri fratelli ottennero i loro soprannomi in relazione alle loro personalità e alle loro passioni: ad esempio, suo fratello Leonard divenne Chico perché inseguiva continuamente le donne ("chicks" lett. "pollastre").

### Il rapporto con la musica
Imparò a suonare l'arpa da autodidatta, non eccellendo né nella danza né nel canto. Lo zio Al Shean gliene mandò una (anche se nella sua autobiografia è scritto che fu sua madre Minnie Marx a farlo).
Harpo imparò come maneggiare lo strumento trovando l'immagine di una ragazza che lo suonava.
Nessuno sapeva come accordarla, così Harpo lo fece come meglio poteva, a orecchio.
Tre anni dopo scoprì che il suo modo di accordare lo strumento era sbagliato, ma nonostante diversi tentativi di raggiungere un'impostazione corretta, continuò sempre a suonare alla sua maniera (pare addirittura che dei maestri di arpa che aveva chiamato per prendere lezioni rimanessero affascinati dalla sua strana tecnica).

### Il nome
Harpo cambiò il suo nome da Adolph ad Arthur nel 1911. Questo fatto fu principalmente dovuto alla sua antipatia per il nome (da bambino infatti, era chiamato Ahdie e non Adolph). Le leggende urbane sostenenti che il cambiamento del nome fu dovuto alla prima guerra mondiale (a causa del sentimento anti-germanico americano) o alla seconda guerra mondiale (per via della comunanza del nome con Adolf Hitler) sono infondate.

### Lo spettacolo e il successo

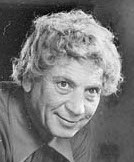
Harpo Marx nel 1948

Harpo apparve senza i suoi fratelli in Too Many Kisses, quattro anni prima del primo film con loro: Le noci di cocco. In Too Many Kisses Harpo pronuncia l'unica battuta della sua vita sul set. Tuttavia, si trattava di un film muto e la platea vide solo le sue labbra muoversi e la battuta scritta sullo schermo. Harpo guadagnò la sua fama per via delle sue tipiche gag visive. In Horse Feathers - I fratelli Marx al college gli viene detto che non si può bruciare una candela da entrambe le estremità (un modo di dire). Immediatamente, Harpo tira fuori dal suo cappotto una candela accesa da entrambe le estremità.
Il fatto che non parlasse veniva generalmente ricordato dagli altri Fratelli Marx, per far capire che il mutismo del personaggio era una scelta e non una disabilità. Gli altri fratelli infatti erano soliti scherzare su questo modo di recitare, nelle pellicole in cui apparivano insieme.
Il personaggio di Harpo indossava inoltre una parrucca. Nei primi anni della sua carriera, questa parrucca era tinta di rosa, come si evince da alcuni cartelloni e dalle allusioni presenti nei film (in La guerra lampo dei fratelli Marx il suo personaggio si chiama "Pinky" (roseo). Tuttavia la tonalità rosa della parrucca veniva percepita come bionda sullo schermo in bianco e nero.
Col tempo, il colore rosa della parrucca fu reso più scuro, assumendo così un colore più tendente al rosso; a questo fatto furono fatte nuove allusioni nei film seguenti: il personaggio fu infatti a volte chiamato "Rusty" (rugginoso).

### La vita privata
Harpo sposò l'attrice Susan Fleming il 28 settembre 1936. A differenza della maggior parte dei suoi fratelli, che ebbero matrimoni sfortunati (Groucho divorziò tre volte, Chico e Zeppo divorziarono entrambi una volta), il suo matrimonio con Susan durò tutta la vita. La coppia adottò quattro bambini: Bill, Alex, Jimmy e Minnie.

### L'autobiografia e la voce
Nel 1961 Harpo pubblicò la sua autobiografia intitolata "Harpo Speaks" (Harpo parla). In questo libro, il comico racconta un aneddoto del padre, Frenchie Marx, che aveva incontrato uno spettatore così convinto che Harpo fosse muto da scommetterci su. Molte persone lo credevano veramente incapace di parlare. Tuttavia, registrazioni della sua voce possono essere trovate su Internet, in alcuni documentari e nei contenuti extra dei DVD dei Fratelli Marx.
Harpo aveva un timbro vocale molto più profondo e risonante di quello di Groucho, forse più appropriato ad un annunciatore radiofonico che ad un comico. Inoltre, aveva uno spiccato accento newyorkese che mantenne per tutta la vita (per esempio il termine "girls" (donne/ragazze) veniva pronunciato "goils").

### La morte
Harpo Marx morì a settantacinque anni il 28 settembre 1964 durante un'operazione a cuore aperto. Il corpo venne cremato e si presume che le sue ceneri siano state sparse sulla sabbia del suo campo da golf preferito. Per suo volere, l'arpa fu donata alla nazione di Israele.

## Filmografia

### Cinema
- Humor Risk, regia di Richard Smith (1921)
- Le noci di cocco (The Cocoanuts), regia di Robert Florey e Joseph Santley (1929)
- Animal Crackers, regia di Victor Heerman (1930)
- Monkey Business - Quattro folli in alto mare (Monkey Business), regia di Norman Z. McLeod (1931)
- I fratelli Marx al college (Horse Feathers), regia di Norman Z. McLeod (1932)
- La guerra lampo dei Fratelli Marx (Duck Soup) regia di Leo McCarey (1933)
- Una notte all'opera (A Night at the Opera), regia di Sam Wood (1935)
- Un giorno alle corse (A Day at the Races) , regia di Sam Wood (1937)
- Servizio in camera (Room Service), regia di William A. Seiter (1938)
- Tre pazzi a zonzo (At the Circus), regia di Edward Buzzell (1939)
- I cowboys del deserto (Go West), regia di Edward Buzzell (1940)
- Il bazar delle follie (The Big Store), regia di Charles Reisner (1941)
- La taverna delle stelle (Stage Door Canteen), regia di Frank Borzage (1943)
- Una notte a Casablanca (A Night in Casablanca), regia di Archie Mayo (1946)
- Una notte sui tetti (Love Happy), regia di David Miller (1950)
- L'inferno ci accusa (The Story of Mankind), regia di Irwin Allen (1957)

### Televisione
- The DuPont Show of the Month – serie TV, episodio 1x08 (1958)
- General Electric Theater – serie TV, episodio 7x23 (1959)
- June Allyson Show (The DuPont Show with June Allyson) – serie TV, episodio 2x13 (1960)